# Axel Stensgård
Abraham Axel Henrik Stensgård, född 23 mars 1893 i Mönsterås församling, död 13 juli 1964, var en svensk jordbruksekonom.
Axel Stensgård var son till jordbrukaren Nils Johan Oscar Nilsson och bror till Petrus Gränebo. Han avlade studentexamen i Kalmar 1913 och studerade därefter vid Uppsala universitet där han blev filosofie kandidat 1916, samt avlade agronomexamen vid Ultuna lantbruksinstitut 1918. Stensgård knöts 1918–1919 till Sveriges allmänna lantbrukssällskap som redaktionssekreterare i dess tidskrift Landtmannen, var 1920–1924 redaktör vid Lantbrukssällskapets jordbruksbyrå samt blev 1925 föreståndare för denna byrå och 1928 för sällskapets marknadsbyrå. Åren 1933–1941 var han VD i Sveriges allmänna lantbrukssällskap som 1940 blev Sveriges Lantbruksförbund och var från 1941 direktör där. 
År 1921 företog han en studieresa till USA och Kanada. Stensgård organiserade under 1920-talet på ett uppmärksammat sätt Sveriges allmänna lantbrukssällskaps noteringsverksamhet genom att införa ett marknadsinformationssystem som skapade bättre avsättningsmöjligheter för jordbruket, och skötte även sällskapets upplysningsverksamhet till dagspressen i form av aktuella lantbruksuppsatser. Han arbetade tillsammans med Ludvig Nanneson vid utbyggandet av den ekonomiska föreningsrörelsen. Stensgård låg bakom de överenskommelser som tecknades mellan jordbrukets ekonomiska föreningsrörelse och Kooperativa förbundet samt med den enskilda handeln, som 1936 resulterade i tillsättandet av samarbetsdelegationer. 
Stor betydelse fick den under andra världskriget av Stengård slutförda utredningen rörande nytt prisindex för jordbruket, vilket lades till grund för den statliga prissättningen på jordbruksprodukter. Han deltog i internordiska överläggningar på jordbrukets område som ledamot från 1934 och tidvis som generalsekreterare i Nordens bondeorganisationers centralråd. Bland Stensgårds många allmänna och enskilda uppdrag märks att han var sekreterare i delegationen för spannmålsnoteringar 1920–1939, utredningsman i jordbruksutredningen 1929–1931 och ledamot av bestyrelsen för den svenska utställningen i Bryssel 1935 och i New York 1939, av centrala krigskonjunkturskattenämnden 1941–1947 och av 1942 års jordbrukskommitté 1942–1948. Dessutom var han styrelseledamot i Svenska Mejeriernas Riksförening från 1933 och i Riksförbundet Lin och hampa från 1943. 1941 invaldes han i Lantbruksakademien och 1949 blev han agronomie hedersdoktor vid Lantbrukshögskolan. Stensgård utgav Den inrikes avsättningen av jordbrukets animaliska produkter (1924), Index över jordbrukets inkomster och utgifter (1940). Föreningsrörelsens utveckling och nuvarande ställning (1942) samt publicerade ett flertal utredningar och uppsatser i facktidskrifter och tidningar.